# Orthocladius makabensis
Orthocladius makabensis är en tvåvingeart som beskrevs av Sasa 1979. Orthocladius makabensis ingår i släktet Orthocladius och familjen fjädermyggor. Inga underarter finns listade i Catalogue of Life.